# Eric Pierpoint
Eric Pierpoint, född 18 november 1950 i Los Angeles, Kalifornien, är en amerikansk skådespelare.

## Filmografi
- 2009 – Phil Cobb's Dinner for Four
- 2006 – Four Weeks, Four Hours
- 2005 – Citronträd och motorolja
- 1997 – Liar Liar